# Požár mlýna
Požár mlýna byla česká punková skupina z Plzně. Jejich velkým hitem je píseň Halušky z chlastu. Skupina vznikla v zimě roku 1989 v Plzni a jejich cílem bylo odehrát jediný koncert na květnovém festivalu v Plzni-Hradišti. Název vznikl z titulku článku v černé kronice. Členové přišli ze souborů Chronická nevinnost a Smíšený pocity. Po úspěchu koncertu se rozhodli, že nebudou zahazovat práci do Požáru mlýna vloženou, a hráli spolu až do roku 2003. Během této doby vydala kapela osm alb.
V roce 2013 se uskutečnilo vzpomínkové turné, při jehož zahájení skupina nadvakrát vyprodala plzeňské Divadlo pod Lampou.
Dne 27. června 2014 skupina odehrála poslední koncert a poté oznámila ukončení činnosti.

## Diskografie
- Slzy Marie Kudeříkové (1990)
- Pomsta mrtvých námořníků (1991)
- Točte se pardálové (1992)
- Růžová krinolína (1994)
- Pardálí slzy růžových námořníků (1998)
- Kruté krůty vs. nezkrocení krocani (1999)
- Za noci žeru led (2001)
- Good years 1990 - 1992 (2002)